# Karin Nødgaard
Karin Nødgaard (født 10. januar 1966 i Vigersted Sogn) er dansk politiker, der var folketingsmedlem for Dansk Folkeparti, valgt i Sjællands Storkreds.

## Baggrund
Nødgaard er datter af tidligere folketingsmedlem og næsteformand i Folketingets Præsidium Poul Nødgaard og handelsskolelærer Hanne-Merete Nødgaard.
Hun blev student fra Ringsted Handelskole og er uddannet folkeskolelærer fra Haslev Seminarium. I perioden 1990-2005 underviste hun som folkeskolelærer i Ringsted Kommune.
Nødgaard er bosiddende i Jystrup på Midtsjælland.

## Politiske karriere
Hun blev valgt ind i Folketinget for første gang ved folketingsvalget 2005 for Ribe Amtskreds og for anden gang ved folketingsvalget 2007 for Sydjyllands Storkreds. Ved valget i 2011 valgt i Ringsted-Sorø-kredsen.[kilde mangler]
Ved Folketingsvalget 2015 modtog hun 4.298 personlige stemmer i Sjællands Storkreds og vandt dermed et kredsmandat. Hun blev ikke valgt i 2019.
Nødgaard var Dansk Folkepartis social-, ældre-, familie- og idrætsordfører og har tidligere været formand for Kulturudvalget samt Dansk Folkepartis kulturordfører.